# Гільєрме Сікейра
Гільєрме Сікейра (порт. Guilherme Siqueira, нар. 28 квітня 1986, Флоріанополіс) — бразильський футболіст, що грав на позиції захисника, півзахисника за низку італійських та іспанських клубних команд.

## Ігрова кар'єра
Народився 28 квітня 1986 року в місті Флоріанополісі. Вихованець юнацьких команд футбольних клубів «Фігейренсе» та «Аваї». 2004 року талановитого юнака запросили до академії міланського «Інтернаціонале».
2005 року потрапив до заявки головної команди «Інтернаціонале», а наступного року був відданий в оренду до «Лаціо». Утім у складі жодної із цих команд в офіційних іграх на поле не виходив і в дорослому футболі дебютував 2006 року виступами за «Удінезе», до якого приєднався влітку того ж року. Крім команди з Удіне під час перебування в Італії встиг пограти за друголігову «Анкону», до якої віддавався в оренду у 2008–2009 роках.
Після сезону 2009/10, по ходу якого бразилець лише тричі виходив у складі «Удінезе» на поле, його було знову віддано в оренду, цього разу до іспанської «Гранади». У команді цього клубу відразу став гравцем основного складу і допоміг їй здобути підвищення в класі до найвищого дивізіону, тож влітку 2011 гравцеві, чий контракт з «Удінезе» закінчився, запропонували повноцінну угоду. Загалом за три роки , проведених у складі «Гранади», взяв участь у понад 100 матчах чемпіонату.
Сезон 2013/14 років провів в оренді у португальській «Бенфіці». Команда того сезону зробила «золотий дубль», викравши національні чемпіонат і Кубок, утім бразилець мав у ній статус лише гравця ротації.
2014 року повернувся до Іспанії, уклавши контракт з мадридським «Атлетіко», згодом також грав, на умовах оренди за «Валенсію». Залишивши «Атлетіко» в 2017, понад рік лишався без клубу, після чого оголосив про завершення кар'єри.

## Статистика виступів

### Статистика клубних виступів
| Сезон                | Команда              | Чемпіонат            | Чемпіонат | Чемпіонат | Національний кубок | Національний кубок | Національний кубок | Єврокубки | Єврокубки | Єврокубки | Інші змагання | Інші змагання | Інші змагання | Усього | Усього |
| Сезон                | Команда              | Ліга                 | Ігор      | Голів     | Ліга               | Ігор               | Голів              | Ліга      | Ігор      | Голів     | Ліга          | Ігор          | Голів         | Ігор   | Голів  |
| -------------------- | -------------------- | -------------------- | --------- | --------- | ------------------ | ------------------ | ------------------ | --------- | --------- | --------- | ------------- | ------------- | ------------- | ------ | ------ |
| 2005-січ. 2006       | «Інтернаціонале»     | A                    | 0         | 0         | КІ                 | 0                  | 0                  | ЛЧ        | 0         | 0         | СІ            | -             | -             | 0      | 0      |
| січ.-черв. 2006      | «Лаціо»              | A                    | 0         | 0         | КІ                 | 0                  | 0                  | -         | -         | -         | -             | -             | -             | 0      | 0      |
| 2006–07              | «Удінезе»            | A                    | 16        | 0         | КІ                 | 0                  | 0                  | -         | -         | -         | -             | -             | -             | 16     | 0      |
| 2007–08              | «Удінезе»            | A                    | 4         | 0         | КІ                 | 5                  | 0                  | -         | -         | -         | -             | -             | -             | 9      | 0      |
| 2008–09              | «Анкона»             | B                    | 24        | 1         | КІ                 | 0                  | 0                  | -         | -         | -         | -             | -             | -             | 24     | 1      |
| 2009–10              | «Удінезе»            | A                    | 3         | 0         | КІ                 | 0                  | 0                  | -         | -         | -         | -             | -             | -             | 3      | 0      |
| Усього за «Удінезе»  | Усього за «Удінезе»  | Усього за «Удінезе»  | 23        | 0         |                    | 5                  | 0                  |           |           |           |               |               |               | 28     | 0      |
| 2010–11              | «Гранада»            | СД                   | 34        | 0         | КІ                 | 1                  | 0                  | -         | -         | -         | -             | -             | -             | 35     | 0      |
| 2011–12              | «Гранада»            | ПД                   | 35        | 6         | КІ                 | 2                  | 1                  | -         | -         | -         | -             | -             | -             | 37     | 7      |
| 2012–13              | «Гранада»            | ПД                   | 35        | 6         | КІ                 | 1                  | 0                  | -         | -         | -         | -             | -             | -             | 36     | 6      |
| Усього за «Гранаду»  | Усього за «Гранаду»  | Усього за «Гранаду»  | 104       | 12        |                    | 4                  | 1                  |           |           |           |               |               |               | 108    | 13     |
| 2013–14              | «Бенфіка»            | ПЛ                   | 18        | 1         | КП+КЛ              | 2+3                | 0                  | ЛЧ+ЛЄ     | 3+7       | 0         | СП            | 0             | 0             | 33     | 1      |
| 2014–15              | «Атлетіко» (Мадрид)  | ПД                   | 25        | 1         | КІ                 | 4                  | 0                  | ЛЧ        | 6         | 0         | СІ            | 2             | 0             | 37     | 1      |
| 2015-січ. 2016       | «Атлетіко» (Мадрид)  | ПД                   | 1         | 0         | КІ                 | 3                  | 0                  | ЛЧ        | 3         | 0         | -             | -             | -             | 7      | 0      |
| січ.-черв. 2016      | «Валенсія»           | ПД                   | 14        | 0         | КІ                 | 1                  | 0                  | ЛЧ+ЛЄ     | -         | -         | -             | -             | -             | 15     | 0      |
| 2016–17              | «Валенсія»           | ПД                   | 10        | 0         | КІ                 | 1                  | 0                  | -         | -         | -         | -             | -             | -             | 11     | 0      |
| Усього за «Валенсію» | Усього за «Валенсію» | Усього за «Валенсію» | 24        | 0         |                    | 2                  | 0                  |           | -         | -         |               | -             | -             | 26     | 0      |
| вер. 2017            | «Атлетіко» (Мадрид)  | ПД                   | 0         | 0         | КІ                 | 0                  | 0                  | ЛЧ        | 0         | 0         | -             | -             | -             | 0      | 0      |
| Усього за «Атлетіко» | Усього за «Атлетіко» | Усього за «Атлетіко» | 26        | 1         |                    | 7                  | 0                  |           | 9         | 0         |               | 2             | 0             | 44     | 1      |
| Усього за кар'єру    | Усього за кар'єру    | Усього за кар'єру    | 219       | 15        |                    | 23                 | 1                  |           | 19        | 0         |               | 2             | 0             | 263    | 16     |

## Титули і досягнення
- Чемпіон Португалії (1):

«Бенфіка»: 2013-2014
- Володар Кубка Португалії (1):

«Бенфіка»: 2013-2014
- Володар Кубка португальської ліги (1):

«Бенфіка»: 2013-2014
- Володар Суперкубка Іспанії з футболу (1):

«Атлетіко Мадрид»: 2014